# Helge Hansen (Radsportler)
Helge Hansen (* 2. Februar 1925 in Kongens Lyngby; † 22. Januar 2008 in Lundtoft) war ein dänischer Radrennfahrer.

## Sportliche Laufbahn
Hansen startete für den Verein Lyngby CC. Er war Teilnehmer der Olympischen Sommerspiele 1952 in Helsinki. Er wurde im olympischen Straßenrennen beim Sieg von André Noyelle 52. des Klassements. Die dänische Mannschaft mit Hans Andresen, Wedell Poul Østergaard und Jørgen Frank Rasmussen wurde in der Mannschaftswertung auf dem 6. Rang klassiert. 1953 siegte er mit dem dänischen Team in der Mannschaftswertung der Wettbewerbe im Bahnradsport bei den Nordischen Meisterschaften. 1950 siegte er im dänischen Rudersdalløbet vor Gunnar Røpke. 1954 wurde er beim Sieg von Eluf Dalgaard Dritter der nationalen Meisterschaft im Straßenrennen. In jenem Jahr startete er in der Internationalen Friedensfahrt und belegte den 9. Platz in der Gesamtwertung.

## Berufliches
Hansen war beruflich als Schuhmacher und später als Fahrradhändler tätig.